# Ian Hurdle
Ian Hurdle (Winchester, 3 febbraio 1975) è un ex calciatore britannico originario di Turks e Caicos, di ruolo centrocampista.

## Carriera

### Club
Ha giocato fino al 2001 nel Provopool. Nel 2002 è passato al KPMG Utd, club in cui ha militato fino al 2008.

### Nazionale
Ha debuttato in Nazionale il 24 febbraio 1999, in Bahamas-Turks e Caicos (3-0). Ha preso parte, con la Nazionale, alle Qualificazioni ai mondiali 2002. Ha collezionato in totale, con la maglia della Nazionale, quattro presenze.

## Statistiche

### Cronologia presenze e reti in Nazionale
| Cronologia completa delle presenze e delle reti in nazionale ― Turks e Caicos | Cronologia completa delle presenze e delle reti in nazionale ― Turks e Caicos | Cronologia completa delle presenze e delle reti in nazionale ― Turks e Caicos | Cronologia completa delle presenze e delle reti in nazionale ― Turks e Caicos | Cronologia completa delle presenze e delle reti in nazionale ― Turks e Caicos | Cronologia completa delle presenze e delle reti in nazionale ― Turks e Caicos | Cronologia completa delle presenze e delle reti in nazionale ― Turks e Caicos | Cronologia completa delle presenze e delle reti in nazionale ― Turks e Caicos |
| Data                                                                          | Città                                                                         | In casa                                                                       | Risultato                                                                     | Ospiti                                                                        | Competizione                                                                  | Reti                                                                          | Note                                                                          |
| ----------------------------------------------------------------------------- | ----------------------------------------------------------------------------- | ----------------------------------------------------------------------------- | ----------------------------------------------------------------------------- | ----------------------------------------------------------------------------- | ----------------------------------------------------------------------------- | ----------------------------------------------------------------------------- | ----------------------------------------------------------------------------- |
| 24-02-1999                                                                    | Nassau                                                                        | Bahamas                                                                       | 3 – 0                                                                         | Turks e Caicos                                                                | Qual. Gold Cup 2000                                                           | -                                                                             |                                                                               |
| 26-02-1999                                                                    | Nassau                                                                        | Turks e Caicos                                                                | 2 – 2                                                                         | Isole Vergini Americane                                                       | Qual. Gold Cup 2000                                                           | -                                                                             |                                                                               |
| 18-03-2000                                                                    | Basseterre                                                                    | Saint Kitts e Nevis                                                           | 8 – 0                                                                         | Turks e Caicos                                                                | Qual. Mondiali 2002                                                           | -                                                                             | 79’                                                                           |
| 21-03-2000                                                                    | Basseterre                                                                    | Turks e Caicos                                                                | 0 – 6                                                                         | Saint Kitts e Nevis                                                           | Qual. Mondiali 2002                                                           | -                                                                             | 29’                                                                           |
| Totale                                                                        |                                                                               | Presenze                                                                      | 4                                                                             |                                                                               | Reti                                                                          | 0                                                                             |                                                                               |